# 鲁比科内河畔萨维纳诺
鲁比科内河畔萨维纳诺（義大利語：Savignano sul Rubicone），是意大利费利-切塞纳省的一个市镇。总面积23.16平方公里，人口17329人，人口密度748.2人/平方公里（2009年）。ISTAT代码为040045。

## 友好城市
- 義大利尼扎蒙费拉托
- 法國瓦尔莱班